# Rapport signal sur interférence
Dans le domaine des télécommunications et, en particulier, en radiotéléphonie et mobile, le rapport signal sur interférence (abrégé en SIR pour (en) Signal-to-Interference Ratio) ou rapport signal sur brouillage est le quotient entre la puissance reçue du signal et les interférences dues aux autres signaux utilisant la même bande de fréquences.
C’est un indicateur de la qualité d’un réseau de téléphonie mobile utilisé dans la planification et la maintenance du réseau.
Il s'exprime généralement en décibels (dB).